# Drugeth Bálint
Drugeth Bálint,  számos forrásban Homonnai Drugeth Bálint (1577 – 1609. november 7.) gróf, katona, naplóíró.

## Élete
Drugeth István ung megyei főispán fia; 1603-ban már Zemplén megye főispánja és később Bocskai Istvánnak egyik tábornoka volt; ő foglalta el Érsekújvárt. 1605-ben a szerencsi országgyűlésen országos főkapitánynak választották. Bocskai után erdélyi fejedelem akart lenni; de később a császár hűségére tért és Máramaros megyének is főispánja lett. Nádornak is ki volt jelölve. 1608-ban országbíró lett. Első neje Rákóczi Erzsébet, második Palocsay Horváth Krisztina volt. Egyes feltételezések szerint megmérgezték.

## Munkái
Igen érdekes történelmi naplót hagyott hátra magyar nyelven, melyet Naményi István közölt a Tudománytár 1839. V. kötetében; az 1605. évi magyar (Bocskai-féle) hadjárat történetét tárgyalja, a tábor egyes állomáshelyeinek név szerint való kijelölésével; azért a hadi földrajz tekintetében is nagyon számbavehető. Egy része latin fordításban is megjelent Bel M. Notitia Nova Hung. IV. részében.